# كيني غريني
كيني غريني (بالإنجليزية: Kenny Greene)‏ هو منتج أسطوانات ومغني ومغن مؤلف أمريكي، ولد في 17 يناير 1969، وتوفي في 1 أكتوبر 2001 في نيويورك في الولايات المتحدة.

## وصلات خارجية
- كيني غريني على موقع ميوزك برينز (الإنجليزية)
- كيني غريني على موقع ديسكوغز (الإنجليزية)